# Badavanahalli Amrutmahal Kaval, Madhugiri
Badavanahalli Amrutmahal Kaval là một làng thuộc tehsil Madhugiri, huyện Tumkur, bang Karnataka, Ấn Độ.